# 耶斯佩尔·格伦夏尔
耶斯佩尔·格伦夏尔（丹麥語：Jesper Grønkjær，1977年8月12日—）是一名著名丹麥足球運動員，司職左翼鋒或右翼鋒，曾效力著名球會如車路士、伯明翰城、阿積士、馬德里體育會及史特加等等。

## 球會生涯
干查出道於丹麥俱樂部阿爾堡，曾代表球隊出戰歐聯賽事，於6場比賽打入3球，效力三個賽季之後，其出色表現得到了荷蘭甲組足球聯賽勁旅阿積士的注視，並以350萬鎊的轉會費把他帶到荷蘭。
在阿積士的兩年期間，干查憑著其熟練的腳法、以及邊路驚人的盤帶速度，為球隊立下不少汗馬功勞。干查的優異表現，更於1999/00年被阿積士球迷選為全年最佳球員。在2000年歐洲國家盃的演出後，他被當時大肆擴軍的英格蘭超級足球聯賽新興勢力車路士看中，以750萬鎊的轉會費把他帶到英倫，這個轉會紀錄使他成為了當時歷史上最高身價的丹麥足球員。他一共為阿積士出戰55場賽事，打進12球。
干查在車路士效力了4個賽季，在前領隊雲尼亞里的帶領下他得到重用，他經常能夠於左右兩路作出突破，並以準確的傳中協助隊友取得入球，干查左右腳技術均非常純熟，同樣可作出射門。在2002/03年球季車路士主場對利物浦的一場賽事當中，干查交出一個助攻及一個入球，幫助球隊以2:1勝出，這場勝仗確定了車路士於該賽季聯賽第4名的位置，得以出席翌年舉行的歐聯賽事。後來新領隊摩連奴新官上任，干查的正選位置開始動搖。由於干查屬於爆發力強勁的球員，往往會於比賽後半段出現體力不支的情況，這正與領隊摩連奴主張的體力化踢法相違背，最後干查於2004年轉會至另一支英超球隊伯明翰城。
在伯明翰城干查明顯未能適應球隊衝撞式的踢法，因此僅僅效力了半個賽季便轉會至西班牙甲組足球聯賽球隊馬德里體育會。在西班牙干查仍然未能踢回其最佳水準，效力了半個賽季之後，他便再次轉會，這次他轉戰至德國甲組足球聯賽球隊史特加。

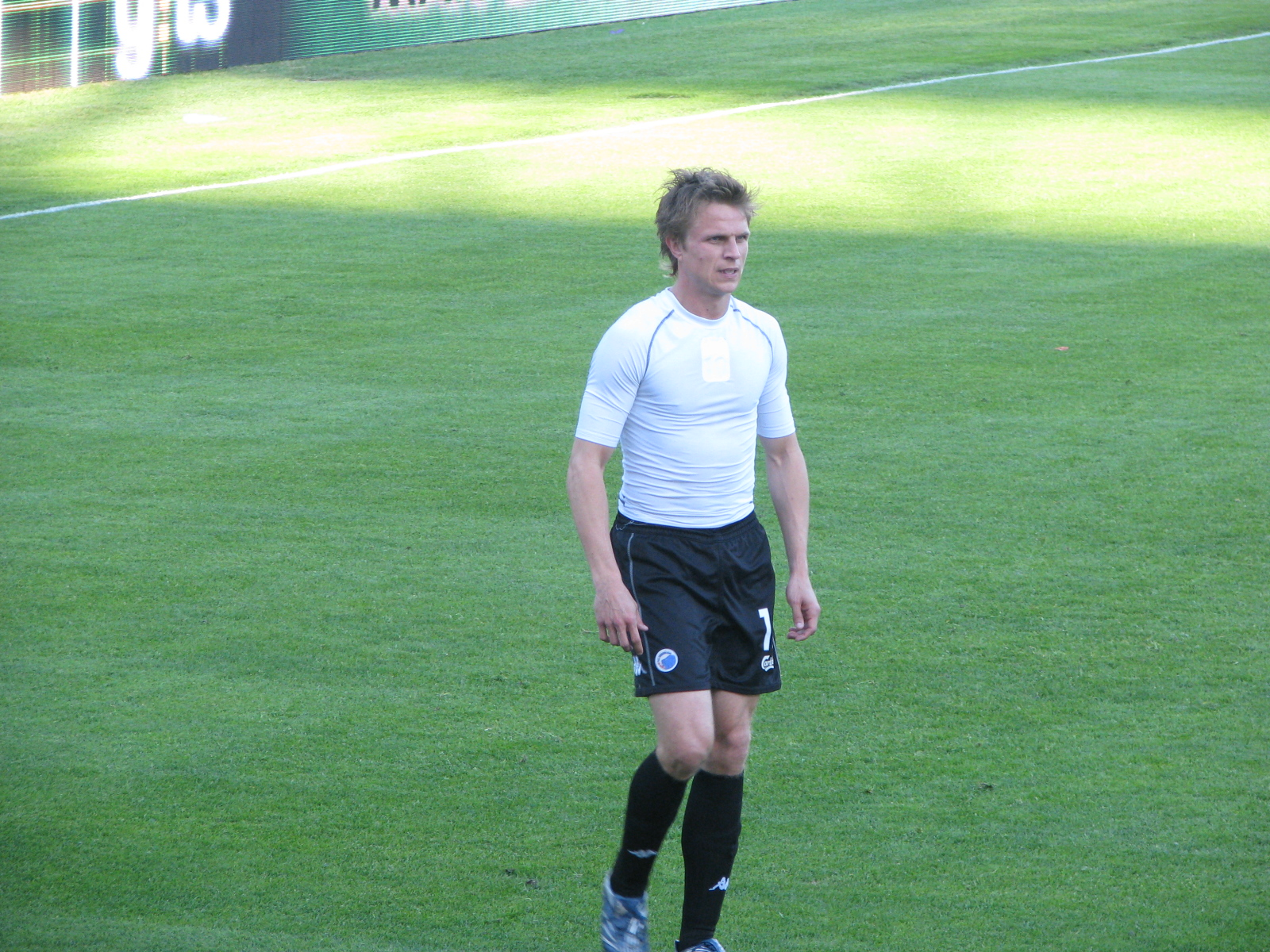
干查在哥本哈根的日常訓練中進行熱身運動。

在史特加，干查與國家隊隊友湯馬臣合作攻肩，兩人雖然有不俗的表現，但礙於當時球隊過份保守的踢法，球隊一直只能遊蕩在聯賽中游的位置，更曾在20場聯賽賽事中，取得12平的尷尬戰績。傳媒的大肆抨擊及領隊查柏東尼被解僱等種種問題，使干查於一個賽季過後決定重回丹麥發展，加盟班霸球隊哥本哈根。
於2011年5月26日，干查宣佈於賽季結束后退役，結束球員生涯。

## 職業數據
以下是干查至2010/11為季為止的職業數據：
| 賽季    | 球會         | 上陣 | 入球 | 聯賽           |
| ------- | ------------ | ---- | ---- | -------------- |
| 1995/96 | 阿爾堡       | 29   | 3    | 丹麥超級聯賽   |
| 1996/97 | 阿爾堡       | 28   | 1    | 丹麥超級聯賽   |
| 1997/98 | 阿爾堡       | 29   | 6    | 丹麥超級聯賽   |
| 1998/99 | 阿積士       | 25   | 8    | 荷蘭甲組聯賽   |
| 1999/00 | 阿積士       | 25   | 3    | 荷蘭甲組聯賽   |
| 2000/01 | 阿積士       | 5    | 1    | 荷蘭甲組聯賽   |
| 2000/01 | 車路士       | 14   | 1    | 英格蘭超級聯賽 |
| 2001/02 | 車路士       | 13   | 0    | 英格蘭超級聯賽 |
| 2002/03 | 車路士       | 30   | 4    | 英格蘭超級聯賽 |
| 2003/04 | 車路士       | 31   | 2    | 英格蘭超級聯賽 |
| 2004/05 | 伯明翰       | 16   | 0    | 英格蘭超級聯賽 |
| 2004/05 | 馬德里體育會 | 16   | 0    | 西班牙甲組聯賽 |
| 2005/06 | 史特加       | 25   | 0    | 德國甲組聯賽   |
| 2006/07 | 哥本哈根     | 21   | 5    | 丹麥超級聯賽   |
| 2007/08 | 哥本哈根     | 25   | 3    | 丹麥超級聯賽   |
| 2008/09 | 哥本哈根     | 14   | 2    | 丹麥超級聯賽   |
| 2009/10 | 哥本哈根     | 29   | 2    | 丹麥超級聯賽   |
| 2010/11 | 哥本哈根     | 25   | 4    | 丹麥超級聯賽   |
| TOTAL   | TOTAL        | 400  | 45   |                |

## 國家隊生涯
干查為丹麥國家足球隊披甲上陣超過60場賽事，曾出席2000年歐洲國家盃、2002年世界盃、2004年歐洲國家盃及2010年世界盃。他首次為球隊上陣是1999年3月對意大利的2000年歐洲國家盃外圍賽。
干查於2004年歐洲國家盃表現出色，他因為母親離世而缺席了首場分組賽事，其間傳媒一度以為他會缺席整項賽事。不過干查很快便收拾心情忍痛歸隊，在餘下兩場分組賽事表現光芒四射，更於對保加利亞的賽事當中射入一球。最後丹麥殺入8強，是球隊自1992年獲得冠軍以來於歐洲國家盃最好的戰績。

### 丹麥國家隊入球
所有比分以丹麥入球先行。
| # | 日期          | 場地           | 對手       | 入球 | 賽果 | 賽事                   |
| - | ------------- | -------------- | ---------- | ---- | ---- | ---------------------- |
| 1 | 2001年4月25日 | 哥本哈根，丹麥 | 斯洛維尼亞 | 1-0  | 3-0  | 友誼賽                 |
| 2 | 2002年5月26日 | 和歌山市，日本 | 突尼西亞   | 1-0  | 2-1  | 友誼賽                 |
| 3 | 2003年6月7日  | 哥本哈根，丹麥 | 挪威       | 1-0  | 1-0  | 2004年歐洲國家盃外圍賽 |
| 4 | 2003年8月20日 | 哥本哈根，丹麥 | 芬兰       | 1-0  | 1-1  | 友誼賽                 |
| 5 | 2004年6月18日 | 布拉加，葡萄牙 | 保加利亚   | 2-0  | 2-0  | 2004年歐洲國家盃       |

## 榮譽
阿積士
- 荷蘭盃冠軍: 1999

哥本哈根
- 丹麥足球超級聯賽冠軍: 2006-07, 2008-09, 2009-10, 2010-11
- 丹麥盃冠軍: 2009

個人
- 1995年 丹麥最佳年青球員(19歲以下) [4]

## 外部連結
- 丹麥國家足球隊 干查檔案 （页面存档备份，存于）
- （丹麦文） 哥本哈根 干查統計資料